# Wanaszen
Wanaszen – wieś w Armenii, w prowincji Ararat. W 2011 roku liczyła 2364 mieszkańców.